# Kim tự tháp Djoser
Kim tự tháp Djoser, hay còn gọi là kim tự tháp bậc thang (kbhw-ntrw trong tiếng Ai Cập) là một di tích khảo cổ tại khu nghĩa trang Saqqara, Ai Cập, nằm ở tây bắc Memphis. Kim tự tháp này cũng như khu phức hợp xung quanh đều do tể tướng Imhotep thiết kế nhằm mục đích chôn cất pharaon Djoser thuộc Vương triều thứ Ba.
Đây được xem là những công trình bằng đá nguyên khối cổ nhất thế giới, với chiều cao ban đầu là 62 mét và được phủ một lớp đá vôi trắng.

## Pharaon Djoser
Djoser là một vị vua thuộc Vương triều thứ Ba, thời kỳ Cổ vương quốc. Ông cai trị trong 19 năm, đủ lâu để ngắm được tuyệt tác kiến trúc vốn được thực hiện trong quãng đời của mình.
Djoser được biết đến nhiều nhất qua chính lăng mộ vĩ đại của ông, gần như là thống trị toàn bộ cảnh quan của Saqqara. Ngôi mộ của ông được làm hoàn toàn từ đá khối, vì vậy quá trình xây dựng và vận chuyển sẽ tổn hao nhiều công sức hơn các di tích được xây bằng gạch bùn trước đây. Điều này cho thấy rằng, dưới thời trị vì của ông, vương quốc Ai Cập đã phát triển cực thịnh, kể cả con người lẫn vật chất.

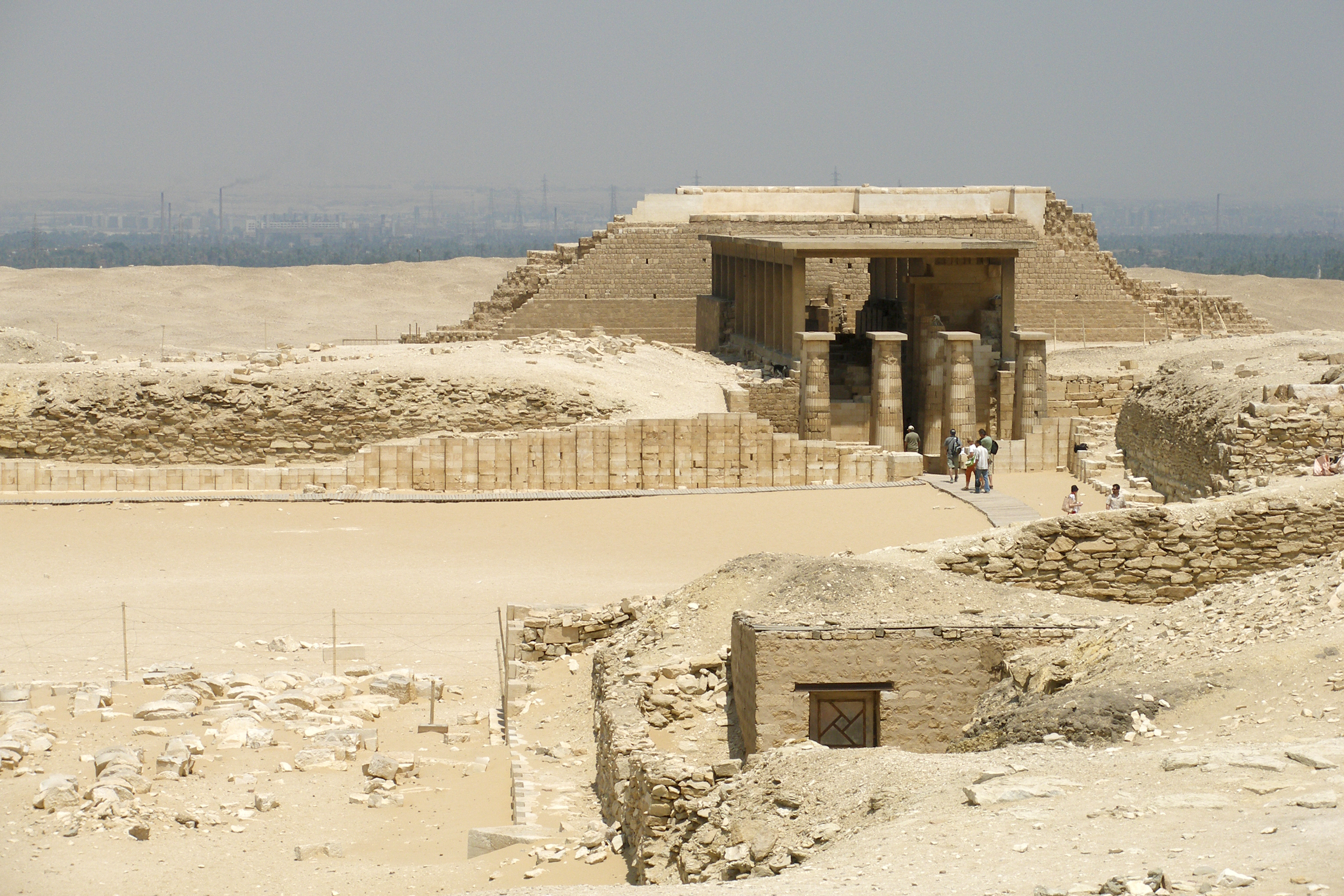
Lối vào kim tự tháp

Mặc dù thiết kế phức hợp kim tự tháp của Djoser khác với phức hợp sau này, nó vẫn được xem là nguyên mẫu cho các kim tự tháp đời sau, kể cả kim tự tháp của Kheops. Ngay cả kim tự tháp của Djoser cũng được phỏng theo ngôi mộ mastaba 3038 tại Saqqara của một vị quan tên Nebitka.
Người đảm nhiệm vai trò thiết kế này là tể tướng Imhotep, người được gọi một nhà thơ, kỹ sư, quan tòa và là một nhà thiên văn học. Ông có lẽ cũng đã được chôn cất đâu đó trong Saqqara.

## Tổng quan
Được khởi công xây dựng từ năm 2630 đến năm 2611 trước công nguyên
Khu phức hợp có diện tích 15 ha và lớn gấp 2,5 lần thành phố Heirakonpolis, được bao quanh bởi một bờ tường bằng đá vôi, cao khoảng 10,5 mét và dài hơn 1.600 mét. Phức hợp kim tự tháp của Djoser có 13 cánh cửa giả và chỉ có duy nhất một lối vào ở phía đông. Các cửa giả là nơi để linh hồn của vị vua đó có thể bước qua thế giới bên kia. Lối chính để vào rất hẹp, dọc hai bên là những trụ đá để đỡ mái trần bằng đá vôi, cao hơn 6 mét. Giữa mỗi cột là một phòng nhỏ, là đại diện cho 1 tỉnh của Thượng và Hạ Ai Cập.
Lối vào dẫn đến một khoảng sân rộng. Bên phải của khoảng sân này khi đi hết lối vào chính là kim tự tháp của Djoser. Bên trái của sân là một phòng mộ, được gọi là Buồng mộ phía nam, được cho là nơi ẩn náu của linh hồn Djoser, xây bằng đá granite. Đây cũng có thể là nơi cất giữ những bình nội tạng của xác ướp, nhưng điều này không mấy phù hợp vì những chiếc bình này luôn được chôn cùng với thi hài của nhà vua. Một cầu thang dẫn xuống dưới 3 căn phòng sơn màu xanh dương, một trong 3 phòng là nơi chứa những tấm bia đá khắc họa về ông. Nhiều bằng chứng cho thấy, ngôi mộ này đã được hoàn thành trước cả lăng mộ chính của Djoser.
Kim tự tháp của Djoser được xây theo hình vuông, trong khi hầu hết tất cả các ngôi mộ theo phong cách mastaba thường là hình chữ nhật, do đó có thể từ đầu, Imhotep đã lên kế hoạch xây một kim tự tháp bậc thang. Jean-Philippe Lauer tin rằng phải trải qua 6 công đoạn thì ngôi mộ mới được xây xong. Khoảng 1 năm sau đó thì các công nhân sẽ trát vôi trắng lên kim tự tháp.

## Bên trong kim tự tháp

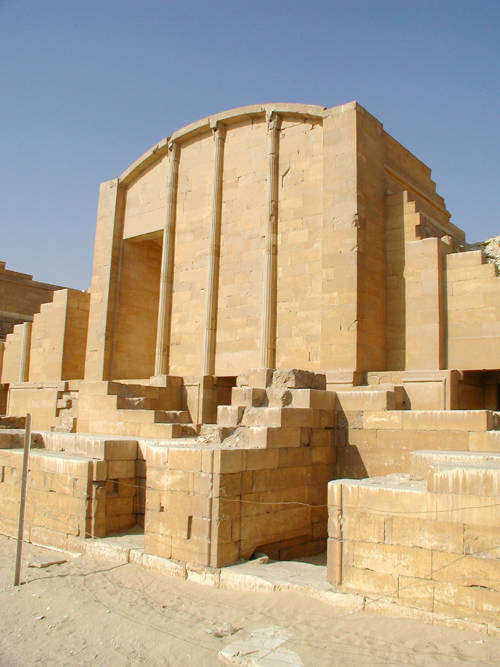
Sảnh Heb-Sed

Bên dưới kim tự tháp là một mê cung các phòng có tổng chiều dài gần 6 km và sâu 28 mét. Những phòng này dùng để chôn cất các thành viên trong hoàng tộc và cất giữ kho báu và lương khô. Các phòng này được xem là nơi ở của các linh hồn trong hoàng gia. Có khoảng 40.000 cái hũ, bình được chôn trong mộ.

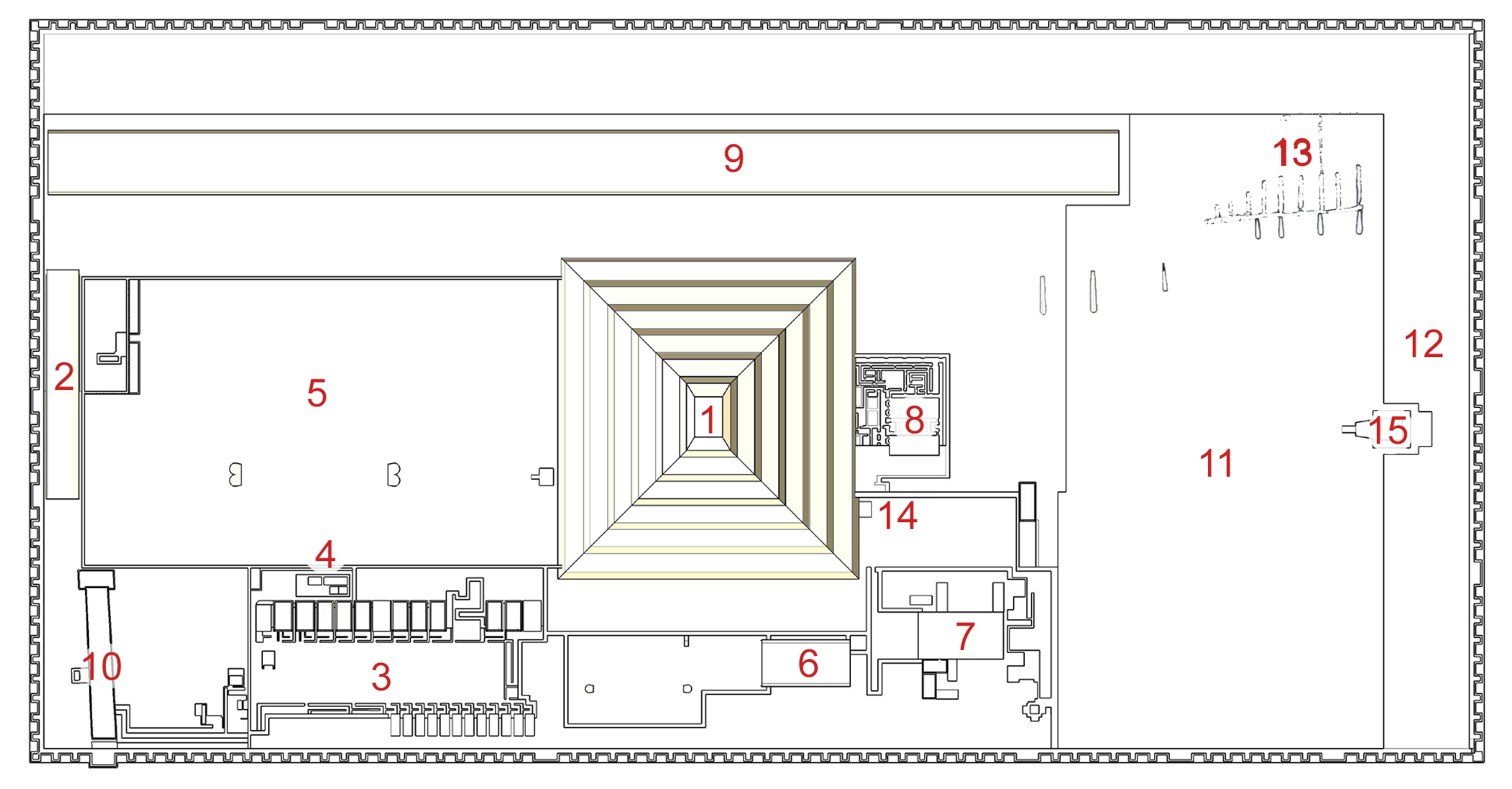
Sơ đồ cấu trúc của phức hợp kim tự tháp Djoser

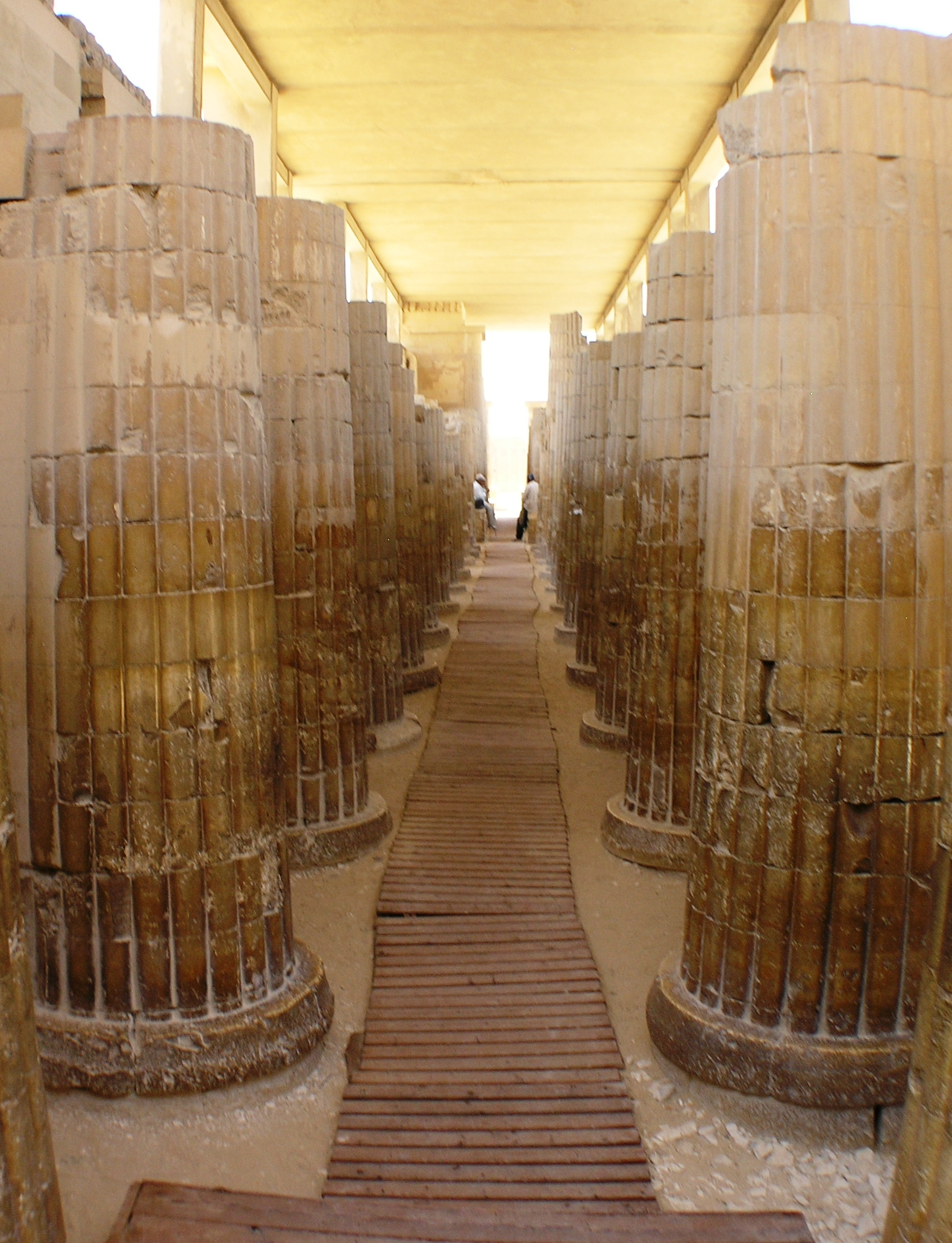
Hàng cột bằng đá tại lối vào

Nơi chôn cất chính của nhà vua được xây dựng bằng đá granite rất chắc chắn. Sau khi hạ huyệt xong thì cửa vào được lấp lại bởi một viên gạch nặng 3,5 tấn. Không có một thi hài nào được phát hiện bởi vì những tên trộm mộ đã vơ vét gần như là sạch bách. Trên trần của phòng mộ là phù điêu của một ngôi sao 5 cánh. Djoser đã mong muốn được hóa thân thành sao Bắc cực - ngôi sao không bao giờ đổi hướng, để mãi mãi được trường tồn như ngôi sao kia.
Đền thờ phía bắc là nơi thực hiện các nghi lễ cúng bái sau khi vua băng hà. Phía đông của ngôi đền này là sảnh Serdab, nơi linh hồn của ông ngự trị. Đền thờ chính được xây ở phía bắc thể hiện mong muốn trường tồn vĩnh cửu như sao Bắc cực của nhà vua thuộc Vương triều thứ 3. Nhưng sang Vương triều thứ 4, đền thờ lại quay mặt sang hướng đông ám chỉ sự "tái sinh" mỗi ngày của Mặt trời.
Sảnh Heb-sed, nơi dành để làm lễ Sed, lễ kỷ niệm 30 năm lên ngôi của một pharaon, do đó Djoser sẽ tiếp tục được cai trị ở thế giới bên kia. Xung quanh sảnh này là các nhà thờ nhỏ với các dãy cột và một số bức tượng.